# Chunghwa Telecom

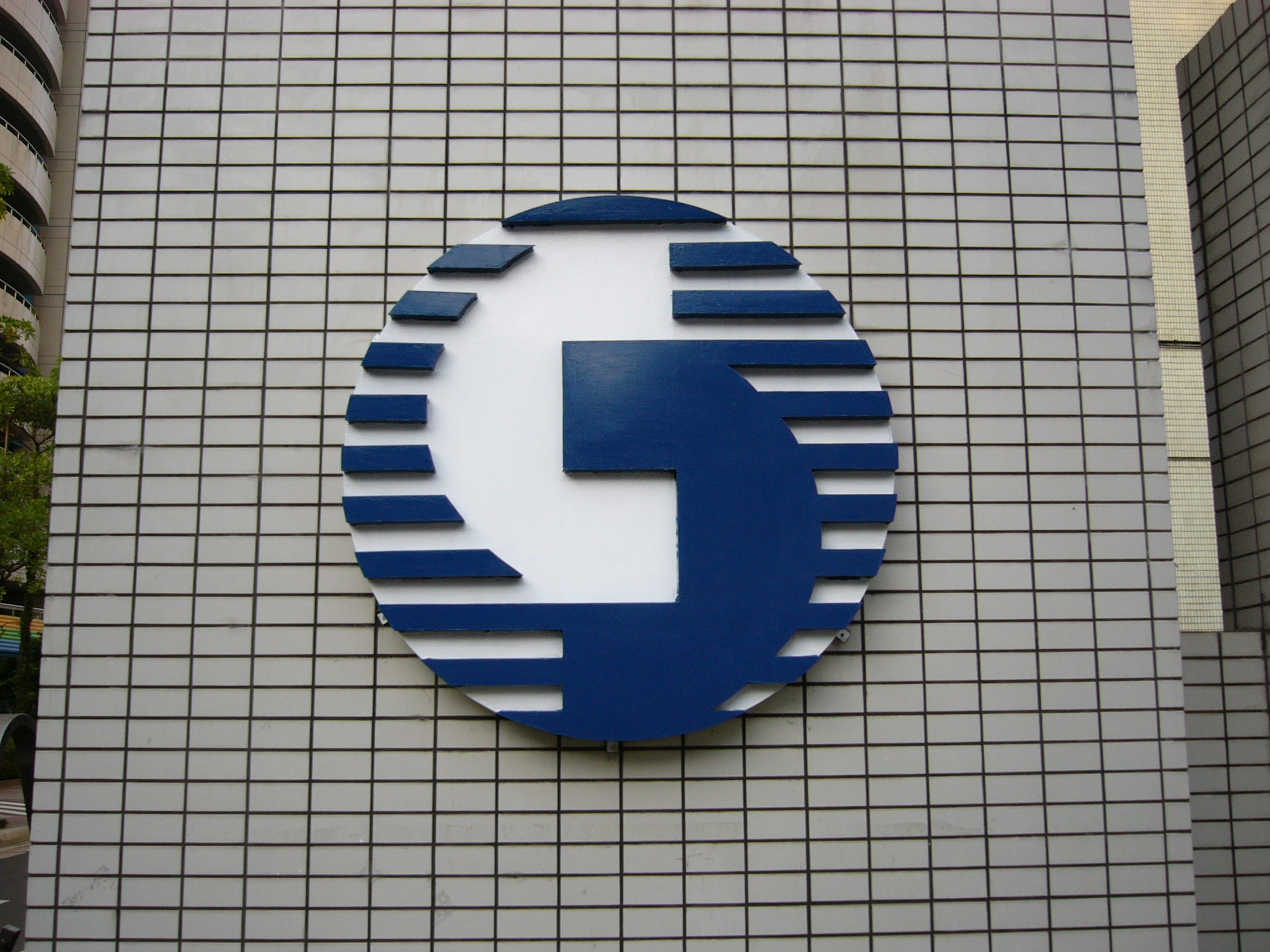
Logotipo 1 da Chunghwa Telecom em seu parque sede em maingate

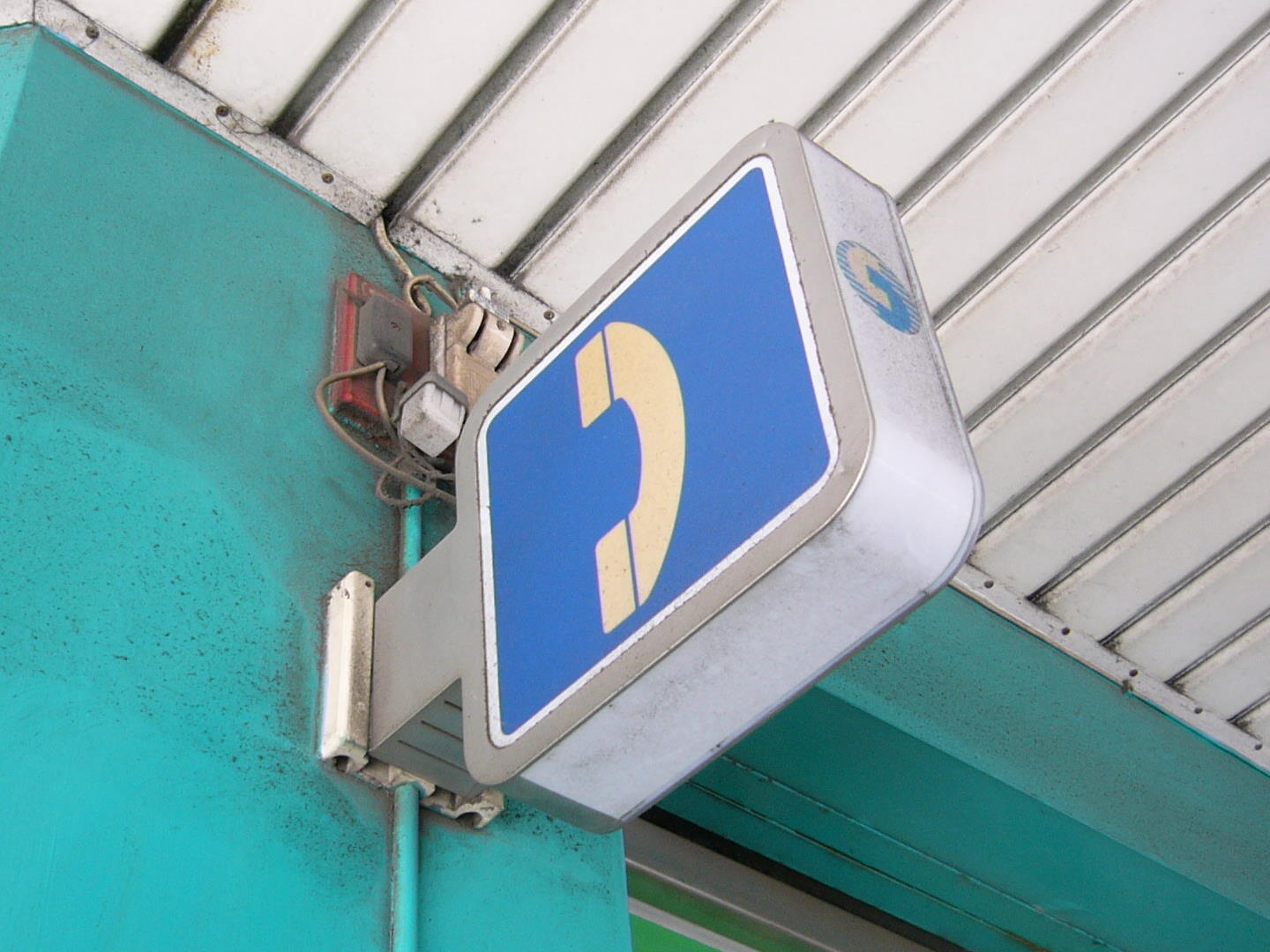
Telefone público atribuído a Chunghwa Telecom

A Chunghwa Telecom (em chinês: 中华 电信; em pinyin: Zhōnghuá Dianxin; em Wade-Giles: Chung1-hua ² Tien4-hsin4) (NYSE: CHT) é a maior empresa de telecomunicações de Taiwan. Tem a sua sede em Distrito de Zhongzheng, em Taipê sobre as ruínas da antiga prisão de Taipê.

## História
A Chunghwa Telecom foi criada oficialmente em 1 de julho de 1996, como parte dos esforços de privatização do governo de Taiwan. Antes disso, ela funcionava como uma unidade de negócio da Direção-Geral das Telecomunicações há mais de 100 anos. As ações ordinárias da empresa foram listados na Taiwan Stock Exchange sob o número "2412" desde outubro de 2000, e seus ADSs estão listadas na New York Stock Exchange sob o símbolo "CHT" desde julho de 2003. Em agosto de 2005, a Chunghwa Telecom tornou-se uma empresa privatizada, como a participação do governo de Taiwan foi reduzida para menos de 50%.
A HiNet tem sido fortemente criticado por ser um paraíso para os remetentes dos e-mails de spam, o que resultou em muitos provedores de serviços de Internet rotineiramente bloqueia e-mails provenientes do serviço.

## Serviços
A Chunghwa Telecom é a maior prestadora de serviços de telecomunicações em Taiwan e um dos maiores da Ásia em termos de receita. Em termos de receita e clientes, a Chunghwa é a maior provedora de serviços de telefonia fixa, telefonia móvel, serviço de acesso à banda larga e serviço de Internet em Taiwan. A empresa também presta serviços de tecnologia da informação e comunicação para clientes corporativos.

## Satélites operados pela Chunghwa Telecom
| Satélite | Fabricante          | Veículo de lançamento | Data do lançamento   | Estado | Nota                                           |
| -------- | ------------------- | --------------------- | -------------------- | ------ | ---------------------------------------------- |
| ST-1     | Astrium             | Ariane 44P            | 25 de agosto de 1998 | Ativo  | O satélite é operado em conjunto com a SingTel |
| ST-2     | Mitsubishi Electric | Ariane 5 ECA          | 20 de maio de 2011   | Ativo  | O satélite é operado em conjunto com a SingTel |